# Vladimír Borecký

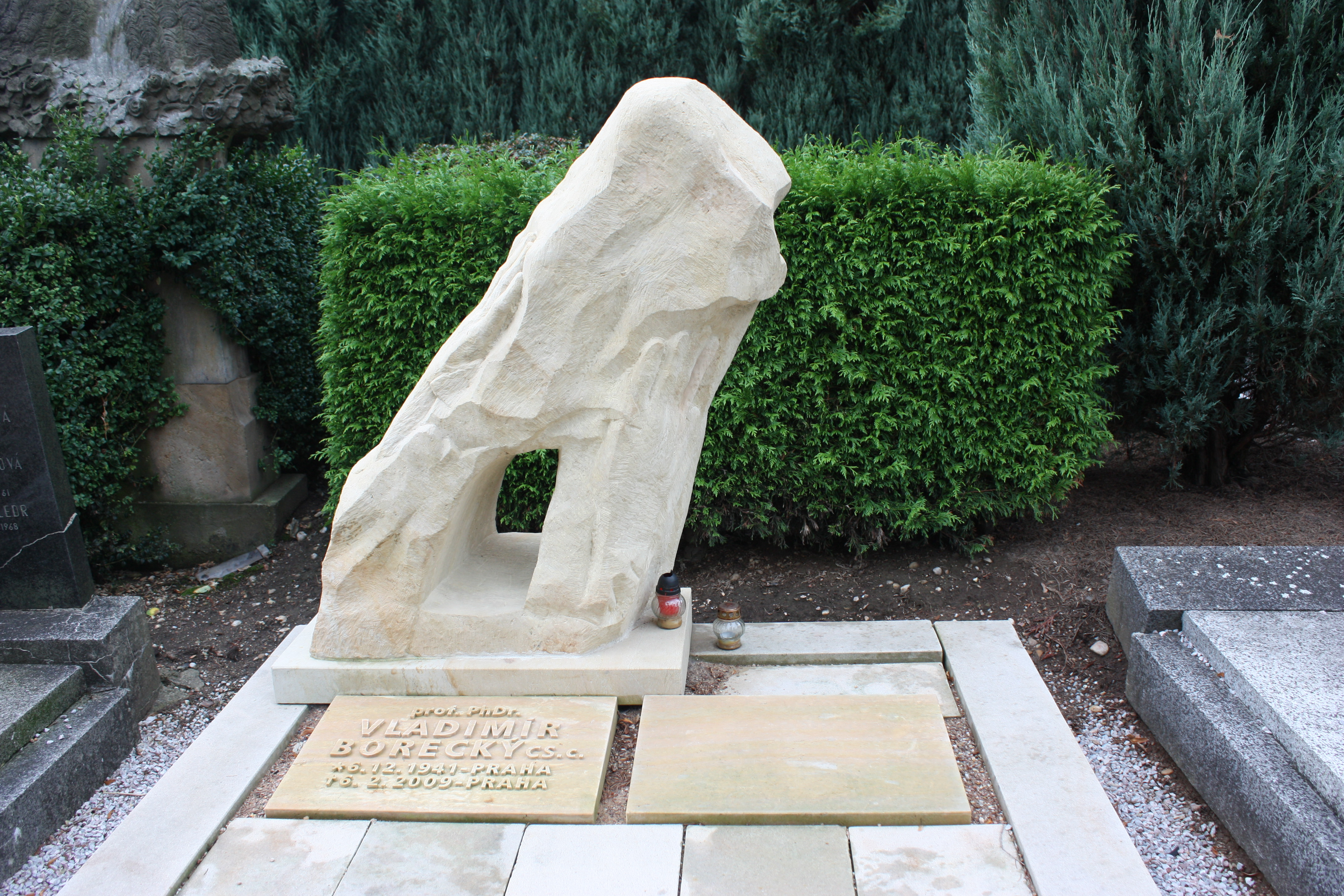
Náhrobek v Hořicích

Vladimír Borecký (6. prosince 1941 Praha – 6. února 2009 Praha) byl český psycholog, filozof, kulturolog, teoretik komiky a mystifikátor.

## Životopis
Maturoval v roce 1959 na JSŠ v Praze 7 (bývalé La Guardiovo gymnázium). V letech 1959–1962 pracoval v dělnických povoláních a též absolvoval vojenskou službu, v letech 1962–1970 pracoval jako hasič v Útvaru požární ochrany v Praze.
Na vysokoškolská studia se mohl přihlásit až následně z dělnické pozice, díky doporučení Hasičského sboru města Prahy, kde pracoval. Boreckého otec, orientalista Miloš Borecký (1903–1954), byl totiž v 50. letech během studijní cesty v Persii donucen k politickému exilu do USA.
Manželka akademická sochařka Ellen Jilemnická, dcera Filomena Borecká a syn Felix Borecký.
Studoval na FF UK filosofii a psychologii (1965–70; PhDr. 1971), titul PhDr. obhájil diplomovou práci Bachelardova psychoanalýza epistemologického pole oponovanou prof. Janem Patočkou. Následně externě studoval na FF UK jednooborovou psychologii (1971–75), v roce 1977 obhájil práci Techniky universa, zaměřenou na projektivní a psychoterapeutické metody využívající hraček. V roce 1982 získal atestaci z klinické psychologie na Institutu dalšího vzdělávání lékařů a farmaceutů (ILF). V letech 1970–1990 pracoval jako klinický psycholog postupně na ILF, v Thomayerově nemocnici a v Okresním ústavu národního zdraví v Praze. V letech 1985–1989 byl externím aspirantem Psychologického ústavu ČSAV v Praze (CSc. 1990 prací Prostorové vyjádření egocentrismu v konstruktivní mimetické hře).
Od roku 1991 působil na katedře kulturologie FF UK, nejprve jako odborný asistent, od roku 1998 jako docent (habilitační práce Filosofie imaginace), od roku 2005 jako profesor (profesorská přednáška na téma K filosofii komiky). V rámci své pedagogické činnosti přednášel i na dalších vysokých školách, mj. na pražské FAMU.
Od své diplomové práce Bachelardova psychoanalýza epistemologického pole, obhájené u prof. Jana Patočky (1971), se zaměřoval na otázky imaginace a hermeneutiky oneirických, sakrálních a uměleckých symbolů. V rámci své psychologické praxe rozšířil problematiku o oblast hry (techniky univerza, psychodrama, kartomancie) a komiky. Zabýval se též poetikou hospodských přístolních společností (Šmídrové, Římsologická protialkoholní společnost). Sám byl mimo jiné členem neformálního uskupení Křižovnické školy čistého humoru bez vtipu.
Zvláštní pozornost věnoval ludismům (fenomén mašíblů, Jakub Hron Metánovský, Václav Svoboda Plumlovský, Jan Lukeš). Zaměřoval se též na filozofické kořeny české psychoterapie (Karel Slavoj Amerling, Jan Šimsa, Ctibor Bezděk, Vilém Forster, Jaroslav Stuchlík, Bohuslav Brouk). Metodologicky vycházel z fenomenologie a z archetypální psychologie Carla Gustava Junga. Orientoval se na francouzskou školu figurálního strukturalismu reprezentovanou především osobností Gilberta Duranda a navazující na Bachelardovu fenomenologii imaginace.

## Dílo
- Světy hraček, Praha, Mona 1982
- Prof. MUDr. Jaroslav Stuchlík, Praha, Psychoterapeutické sešity 1987
- K počátkům psychoterapie v Čechách, Praha, Psychoterapeutické sešity 1987
- Vykládací mystické karty Josefa Váchala, Praha, Paseka 1995
- Imaginace a kultura, Praha, Karolinum 1996
- Odvrácená tvář humoru, Praha, Dauphin 1996
- K otázkám symbolické imaginace, Praha, Karolinum 1998
- Zrcadlo obzvláštního (z našich mašíblů), Praha, Hynek 1999
- Teorie komiky, Praha, Hynek 2000
- Porozumění symbolu Praha, Triton 2003; (rozšíř. a upravené vydání knihy K otázkám symbolické imaginace)
- Imaginace, hra a komika Praha, Triton 2005; (rozšíř. a opravená verze knihy Imaginace a kultura)
- Legenda o Hronu, Praha, Nakladatelství Gutenberg, Labyrint 2007

## Uspořádal
- Václav Svoboda Plumlovský: Co složím, to mám (1962, 1972, 1976, 1996)
- Petr Lampl: Básně (1974, 1978, 1992)
- Jan Lukeš: Z knižnice iškovské kultůry (1991)
- Jakub Hron: Nedorozumění s rozumem, aneb, Konba žijby (1995)
- Miloš Borecký: Překlady perských básníků a jiných děl z pozůstalosti (1999)
- Jaroslav Stuchlík: Neofatické polyglotie psychotiků (2006)

## Příspěvky ve sbornících
- Skupinová psychoterapie psychóz (1989)
- Intentionalität – Werte – Kunst (Husserl, Ingarden, Patočka) (1995)
- Český surrealismus 1929–1953 (1996)
- Hospody a pivo v české společnosti (1997)
- Aux frontières du pictural et du scriptural (2000)
- Miscelanea oddělení rukopisů a starých tisků (1998), svazek 15 (2000)
- K problému autentičnosti komiky in. Sborník z konference 14. a 15. 10. 1999 Psychosomatický základ veřejného vystupování jeho studium a výzkum (1999)
- Na ztracené vartě Západu (2000)
- Psychosomatický základ veřejného vystupování (2000)
- Transdisciplinární gratulovník k 60. narozeninám Ivana M. Havla (2000)
- Antropologické sympozium II. (2003)
- Umění, krása, šeredno  (2003)
- Hovnajs! Antologie české patafyziky 1982–2004 (2004)
- Karel Poláček a podoby humoru v české literatuře 19. a 20. století (2004)
- Šmidrové (2005)
- Koncepce imaginálního světa Henry Corbina in: Henry Cobin: Mundus imaginalis (aneb) Imaginární a imaginální (2005)
- Alfred Jarry a česká kultura (2008)
- Šalba svobody in: Bohuslav Brouk: Zde trapno existovat (2008)
- Buňát - L'Encrier le plus parfait de Jakub Hron Metánovský Archivováno 4. 9. 2017 na Wayback Machine. ARIADR, ACTE/CNRS - Archéologie des innovations Archivováno 4. 9. 2017 na Wayback Machine. (Filomena Borecká) 2016